# Rodovia Cândido Portinari
La  Rodovia Cândido Portinari  est une autoroute de l'État de São Paulo au Brésil codifiée SP-334.